# Steffen Handschuh
Steffen Handschuh (* 26. April 1980 in Reichenbach an der Fils) ist ein ehemaliger deutscher Fußballspieler. Er ist der Sohn des 358-maligen Bundesligaspielers Karl-Heinz Handschuh.

## Laufbahn
Handschuh erlernte das Fußballspiel zunächst beim VfB Reichenbach an der Fils und später beim VfL Kirchheim/Teck und wechselte 1997 zum VfB Stuttgart, wo der frühere U17-Nationalspieler zunächst in der A-Jugend spielte. 1999 stand er mit der A-Jugend des VfB im Finale um die Deutsche Meisterschaft, verpasste es allerdings wegen einer Knieverletzung. Wegen anhaltender Probleme mit dem Meniskus musste er bald darauf eine zweijährige Pause einlegen und kam erst im März 2002 zu seinem Comeback bei den Stuttgarter Amateuren.
Bereits zwei Wochen später, am 7. April 2002, kam Handschuh zu seinem einzigen Bundesligaeinsatz, als er in der Auswärtspartie gegen den SC Freiburg in der 64. Minute für Christian Tiffert eingewechselt wurde. Handschuh gelang dabei in der 88. Minute der Treffer zum 2:0-Endstand. Zur Saison 2002/03 rückte Handschuh in den Profikader Stuttgarts auf. Als der VfB am 7. Spieltag der Saison 2002/03 mit nur sieben Punkten in der Tabelle den 15. Platz belegte, wurde er von Felix Magath gemeinsam mit Benjamin Adrion und dem Vertragsamateur Michael Fink zurück zu den Amateuren geschickt, um eine straffere und effektivere Trainingsarbeit bei den Profis zu ermöglichen. Handschuh erlitt in der Folgezeit einen Knorpel- und Meniskusschaden im Knie, was schließlich dazu führte, dass er seine Profikarriere beenden musste.
Ende 2005 schloss sich Handschuh der SG Schorndorf an, für die er ein halbes Jahr in der Landesliga spielte. In der Saison 2006/07 wurde Handschuh Co-Trainer beim Verbandsligaaufsteiger FC Donzdorf und spielte gleichzeitig auch noch in der ersten Mannschaft. Zwischenzeitlich half Handschuh auch als Interimstrainer aus. Zum Saisonende stieg Donzdorf wieder aus der Verbandsliga ab und Handschuh verließ den Verein.
Mittlerweile ist Steffen Handschuh Spielertrainer in der Bezirksliga beim 1. FC Rechberghausen.